# 喬丹·切爾斯
喬丹·切爾斯（英語：Jordan Chiles，2001年4月15日—），美國體操運動員，她代表美國隊參加了2022年世界競技體操錦標賽，獲得女子團體項目的金牌。
2021年，參加在日本東京舉行的2020年夏季奧林匹克運動會，並且在女子團體全能比賽上獲得銀牌。